# ビュラン

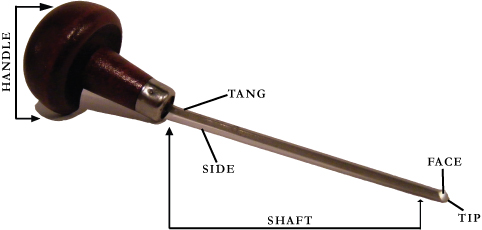
ビュランのハンドル、シャフト、カッティング・チップ、フェイス

ビュラン（英：Burin）は、版画で使用される鋼の切削工具である。
名称はフランス語のburin（常温のノミ）に由来し、古代英語のGraver（彫刻師）と同義語である。

## 形状
ビュランは、キノコのような形をした丸いハンドル（フランスでは実際にシャンピニョンと呼ばれる）と、そこから斜めに伸びた強化鋼のシャフトで構成されており、先には非常に鋭利なカッティング・チップがついている。
最も普及しているものは正方形または菱形のフェイスが付いたタイプだが、他にも多くの種類がある。ティント・タイプは、歯のついた正方形のフェイスを持ち、細かく間隔の狭い線を引くことができる。ステップル・タイプは細かいドットを打つことができ、長方形のフェイスを持つフラット・タイプは広い範囲を切削するのに使われる。

## 使用法

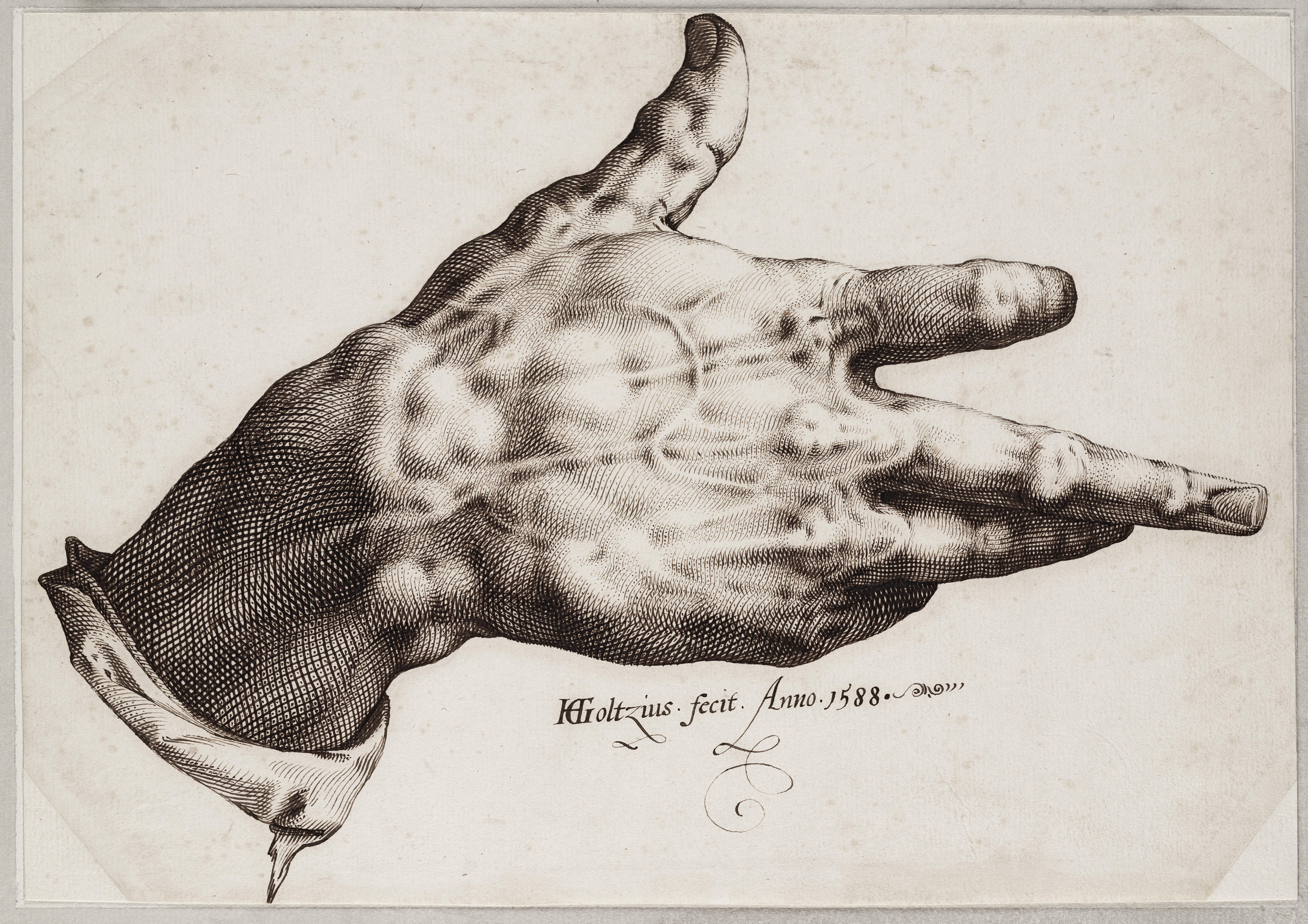
ヘンドリック・ホルツィウスの手。彼の手の形はビュランの使用に適していた。

ビュランは主に凹版彫刻に使用されるが、レリーフ木版の作成にも使用する。
通常、版画家はサイズと形状が異なるいくつかのツールを使う。版画家は手のひらでハンドルを支え、人差し指と中指をシャフトに添えて、版木に対して約30度の角度で作業を行なう。
16世紀のフランドルの版画家ヘンドリック・ホルツィウスは、自分の手の形が偶然この工具の使用に適していることに気づき、巧みな使用法を考案した。

## その他
- 日本の紙幣（日本銀行券）の原版の作成にも用いられる。
- 公式の88星座の一つ「ちょうこくぐ座」は、ビュランとドライポイント用ニードルがリボンで結ばれた姿をモチーフとしている。